# Droga do raju
Droga do raju – polski komediodramat obyczajowy z 2008 roku w reżyserii Gerwazego Reguły.
Zdjęcia do filmu kręcone były w województwie dolnośląskim (Wleń, Pilchowice, Łupki, Pławna, Lwówek Śląski) oraz w województwie zachodniopomorskim (Mrzeżyno). Prace na planie trwały od 15 października do 30 listopada 2007.

## Fabuła

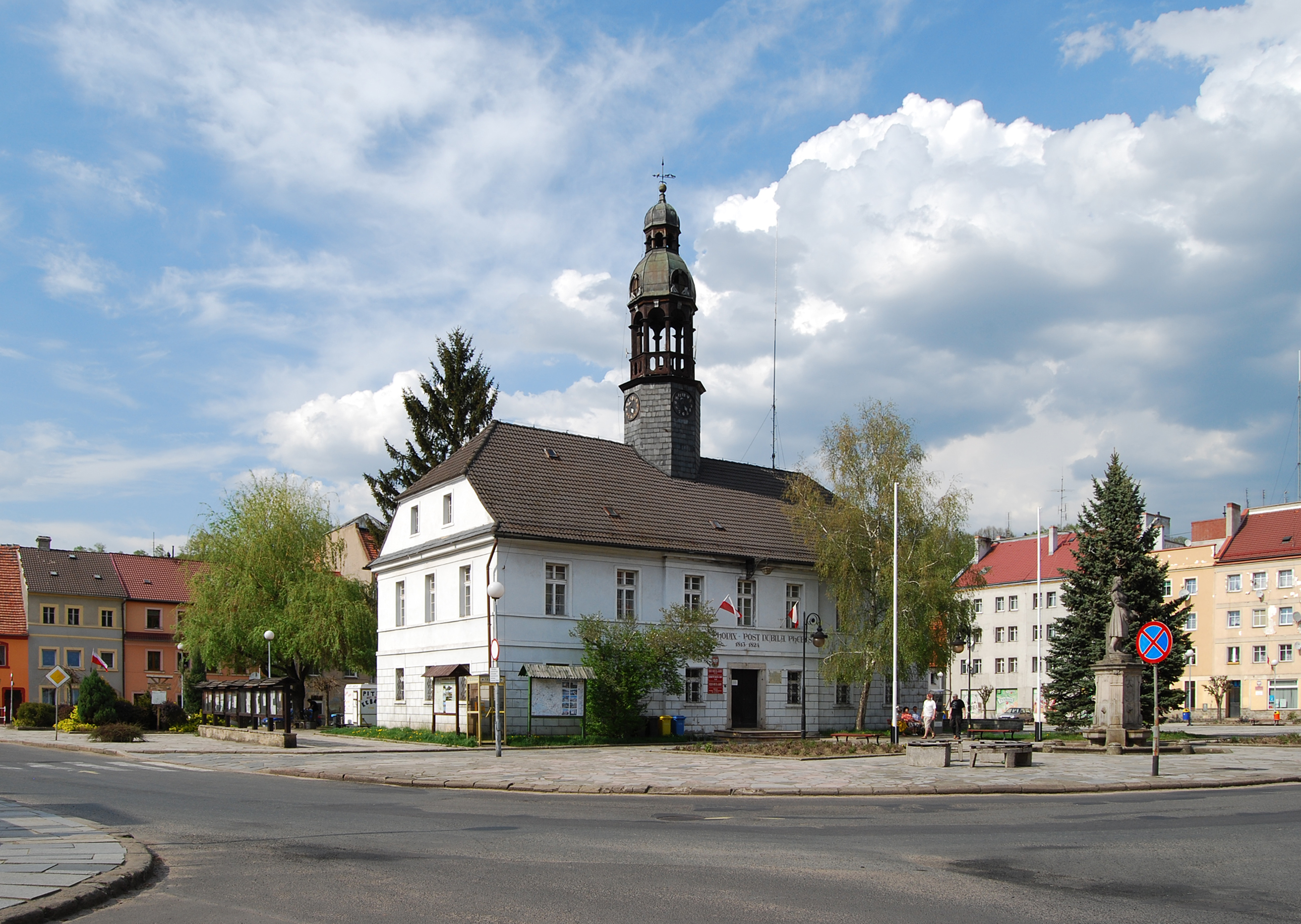
Rynek we Wleniu

Trzydziestoparoletnia Ela (Ilona Ostrowska) mieszka w małym miasteczku w Sudetach, otoczonym górami i oddalonym od problemów „wielkiego świata”. Pracuje w miejscowej rzeźni, samotnie wychowuje 9-letniego synka, Damiana (Przemysław Łaba), i opiekuje się schorowaną matką. Codziennie stawia czoło wszelkim przeciwnościom losu i wbrew otaczającej ją szarej codzienności uważa się za szczęśliwą osobę. Kiedy matka umiera, postanawia rozpocząć walkę o lepsze życie dla siebie i syna.
Ela podejmuje dodatkową pracę w sklepie i oddaje się swej wielkiej pasji – wymyślaniu przepisów kulinarnych, gotowaniu niecodziennych potraw i tworzeniu niezwykłych deserów. Do pełni szczęścia brakuje jej prawdziwej miłości. I wtedy jej życie wkracza Mirek (Przemysław Sadowski), zbuntowany outsider z inteligenckiej rodziny, syn lokalnego sędziego, który dla całego miasteczka jest wielką tajemnicą. Elę i Mirka zaczyna łączyć uczucie, ale muszą zmagać się z otoczeniem. Mimo problemów starają się żyć radośnie i uczciwie.

## Obsada
- Ilona Ostrowska – Ela
- Przemysław Sadowski – Mirek
- Przemysław Łaba – Damian, syn Eli
- Agata Szafrańska – Anetka, córka Kasi
- Aleksandra Woźniak – Kasia
- Krzysztof Globisz – kierownik marketu
- Krzysztof Stelmaszyk – ojciec Mirka
- Bożena Adamek – matka Eli
- Teresa Sawicka – matka Mirka
- Marcin Kwaśny – lekarz
- Marcin Czarnik – kumpel Mirka